# Pedro Shirayanagi
Pedro Seiichi Shirayanagi (白柳 誠一 Shirayanagi Seiichi, n. 17 de junio de 1928; m. 30 de diciembre de 2009) fue un cardenal de la Iglesia católica y arzobispo de la Arquidiócesis de Tokio.

## Vida
Shirayanagi nació en Hachiōji (Tokio, Japón), y estudió en la Universidad Sofía de Tokio, graduándose en Filosofía en 1951 y especializándose en Teología en 1954. 

## Sacerdocio
Fue ordenado sacerdote el 21 de diciembre de 1954 en la Catedral Católica de Kanda. Estudió en la Universidad Pontificia Urbaniana en Roma, obteniendo un doctorado en Derecho Canónico en 1960.

## Episcopado

### Obispo auxiliar de Tokio
El 15 de marzo de 1966, el Papa Pablo VI lo nombró Obispo titular de Atenia y Obispo Auxiliar de la Arquidiócesis de Tokio.
Es consagrado obispo el 8 de mayo, por Mons. Mario Cagna, Nuncio apostólico en Japón; con Mons. Laurentius Satoshi Nagae, Obispo de Urawa (Saitama), y Mons. Lucas Katsusaburo Arai, Obispo de Yokohama.

### Arzobispo de Tokio
El 15 de noviembre de 1969, el Papa Pablo VI lo nombró Obispo titular de Castro di Puglia, con dignidad de Arzobispo, y Arzobispo Coadjutor de la Arquidiócesis de Tokio.
El 21 de febrero de 1970, se convirtió en el X Arzobispo Metropolitano de la Arquidiócesis de Tokio.
Como arzobispo, prosiguió la Convención Archidiocesana de Tokio en la que implementó los principios del Concilio Vaticano Segundo, y en 1989 guio a un grupo de visita a la Iglesia Católica de China. Entre 1983 y 1992 presidió la Conferencia de Obispos de la Iglesia Católica en Japón, que dio inicio al Centro Católico Japonés en Tokio en 1990.

## Cardenalato
En 1994, fue creado cardenal por el papa Juan Pablo II con el título de Cardenal presbítero de S. Emerenziana a Tor Fiorenza. 

### Arzobispo emérito de Tokio
El 12 de junio de 2000, se retiró como arzobispo de Tokio. Shirayanagi fue uno de los cardenales electores que, tras la muerte de Juan Pablo II, participaron en el cónclave papal que escogió al siguiente papa, Benedicto XVI.
Shirayanagi fue un miembro honorífico de A.V. Edo-Rhenania Tokio, una fraternidad estudiantil católica afiliada con el Cartellverband der katholischen deutschen Studentenverbindungen.

## Fallecimiento
Murió repentinamente de un infarto de miocardio en el centro para sacerdotes mayores, en el que residía desde agosto de 2009, el 30 de diciembre del mismo año a las 6:45 am (hora de Tokio), tenía 81 años. Después del funeral, su cuerpo fue incinerado y las cenizas enterradas en el cementerio católico de Fuchū en Tokio.